# Хондурас на Светском првенству у атлетици у дворани 2014.
Хондурас је учествовао на Светском првенству у атлетици у дворани 2014. одржаном у Сопоту од 7. до 9. марта. Репрезентацију Хондураса на њеном петом учествовању на светским првенствима у дворани представљао је један атлетичар који се такмичио у трци на 60 метара.,
На овом првенству Хондурас није освојио ниједну медаљу али је остварен лични рекорд сезоне.

## Учесници
Мушкарци:
- Роландо Паласиос — 60 м

## Резултати

### Мушкарци
| Атлетичар        | Дисциплина | Лични рекорд | Квалификације | Квалификације | Полуфинале           | Полуфинале           | Финале               | Финале       | Детаљи |
| Атлетичар        | Дисциплина | Лични рекорд | Резултат      | Место         | Резултат             | Место                | Резултат             | Место        | Детаљи |
| ---------------- | ---------- | ------------ | ------------- | ------------- | -------------------- | -------------------- | -------------------- | ------------ | ------ |
| Роландо Паласиос | 60 м       | 6,62 НР      | 6,78 кв, ЛРС  | 5. у гр. 5    | Није се квалификовао | Није се квалификовао | Није се квалификовао | 32 / 43 (44) |        |